# Fredrika
Fredrika est un prénom féminin suédois.

## Prénom
- Lea Fredrika Ahlborn (1826-1897), artiste et médailleure suédoise
- Fredrika Bremer (1801-1865), auteure et féministe suédoise
- Fredrika Eleonora von Düben (en) (1738-1808), peintre suédoise
- Fredrika Limnell (1816-1892), philanthrope et féministe suédoise
- Fredrika Runeberg (1807-1879), romancière finno-suédoise
- Fredrika Stahl (né en 1984), chanteuse et compositrice suédoise
- Fredrika Stenhammar (1836-1880), soprano suédoise

## Référence
1. ↑  (en) « 10th Century Frisian Masculine Names », sur heraldry.sca.org (consulté le 28 décembre 2017)